# شبن حور
السيدة شبن حور أو شبن إن حور - عاشت حوالي القرن السابع قبل الميلاد - هي امرأة مصرية وجد تابوتها، وربما مومياءها، في الأقصر، لكنه الآن محفوظ في متحف هانتيريان ومعرض الفنون في جلاسجو. قيل إن المومياء وتابوتها كانت في البدء من أملاك جيوفاني بيلزوني، ثم أصبحت من مقتنيات المتحف منذ عام 1820 بعدما تبرع له يها شخص يدعى جوشوا هيوود.

## العائلة
وفقًا للمعلومات التي كشف عنها التابوت، كانت «شبن حور» (الملقبة بربة المنزل وحسب على التابوت) ابنة «إيون آمون نايف نبو» (الأب) و«إرت إرو» (الأم).

## النعش
التابوت مصنوع من خشب الجميز وهو مزيّن بصورة كبيرة. يتكون النص الموجود على التابوت في الغالب من صلوات على الرغم من أنه يذكر اسم السيدة شبن حور إضافة لاسمي أمها وأبيها. ويذكر أيضًا أن موقع دفنها كان غرب طيبة أي غرب مدينة الأقصر الحالية.

## المومياء
لا يوجد توثيق عن مصدر التابوت والمومياء قبل التبرع بهما للمتحف، ما يجعل من المستحيل التأكد مما إذا كانت المومياء هي بالفعل مومياء شبن حور. المومياء لم تُفكّك. صوّرت بالأشعة السينية في 21 ديسمبر 1977 وفُحصت بالرنين المغناطيسي في نهاية العقد الأول من القرن الحادي والعشرين. استنتج المشاركون في عملية التصوير بالأشعة السينية من أبعاد حوضها أن المومياء كانت لامرأة يبلغ طولها 1.47 مترًا وكانت دون الأربعين ربيعا من عمرها وقت وفاتها، وتحتوي لفائفها على عدد كبير من الخرز المصنوع من القيشاني، واستُنتج أن الخرز كان سابقاً جزء من شبكة خرزية.